# Charles Hard Townes
Charles Hard Townes, ameriški fizik, * 28. julij 1915, Greenville, Južna Karolina, ZDA, † 27. januar 2015, Berkeley, Kalifornija, ZDA.
Townes je leta 1964 skupaj z Basovom in Prohorovom prejel Nobelovo nagrado za fiziko »za temeljno delo na področju kvantne elektronike, ki je pripeljalo do izdelave oscilatorjev in ojačevalnikov na osnovi načel maserja in laserja.«
Deloval je na Univerzi Kalifornije v Berkeleyju, kjer je raziskoval v kvantni elektroniki in optiki, iznašel je laser. Ukvarjal se je tudi s proučevanjem središča krajevne Galaksije v infrardeči svetlobi.